# یواس‌اس جمع‌کننده (اس‌اس-۳)
یواس‌اس جمع‌کننده (اس‌اس-۳) (به انگلیسی: USS Adder (SS-3)) یک زیردریایی بود که طول آن ۶۴ فوت (۲۰ متر) بود. این زیردریایی در سال ۱۹۰۱ ساخته شد.